# Wyższa Szkoła Pilotów w Grudziądzu
Wyższa Szkoła Pilotów (W.S.Pil.) – szkoła lotnictwa Wojska Polskiego II Rzeczypospolitej Polskiej.

## Historia
Wyższa Szkoła Pilotów w Grudziądzu powstała z końcem 1920 roku na bazie Wyższej Szkoły Pilotów w Ławicy. Jako lokalizację wybrano Grudziądz, ponieważ istniała tu dobrze zachowana infrastruktura po armii cesarstwa niemieckiego – budynki administracyjne, hangary oraz warsztaty. Szkoła otrzymała do dyspozycji budynek główny, budynek kasyna, dwa hangary metalowe, trzy drewniane, benzynownię z podziemnymi zbiornikami paliwa i bocznicą kolejową, trzy duże budynki magazynowe i składnicę dla sprzętu lotniczego, cztery pomieszczenia warsztatowe, strzelnicę i płytę lotniska. Głównym sprzętem lotniczym były samoloty przeniesione z Poznania: Albatros B.II, Fokker D.VII, SPAD S.VII, Breguet XIV, a w późniejszym okresie Ansaldo A.1 Balilla.
Zadaniem szkoły było teoretyczne szkolenie pilotów i zaznajomienia ich ze wszystkimi typami samolotów bojowych używanych w polskim lotnictwie. Większość z tych pilotów miała za sobą ukończone szkolenie w Niższej Szkole Pilotów w Bydgoszczy. Szkolenie trwało ok. 2,5-3 miesiące, po jego ukończeniu najlepsi kursanci pozostawali w szkole na Kurs Wyższego Pilotażu.
17 maja 1924 roku Szkoła była wizytowana przez Ministra Spraw Wojskowych gen. Władysława Sikorskiego oraz 25 czerwca przez prezydenta Rzeczypospolitej Polskiej Stanisława Wojciechowskiego.
Wyższa Szkoła Pilotów w Grudziądzu została rozwiązana 1 listopada 1925 r., 5 listopada 1925 roku, na bazie jej infrastruktury utworzono Oficerską Szkołę Lotniczą, którą w 1927 r. przeniesiono do Dęblina. Jej miejsce zajęła nowo powstała Lotnicza Szkoła Strzelania i Bombardowania.

## Komendanci
- ppłk pil. Piotr Abakanowicz
- ppłk Jan Sendorek (1922 – III 1925[6])
- mjr pil. Władysław Wiktor Kralewski (p.o. od 1 III 1925[6])